# Densidade relativa
Densidade relativa ou gravidade específica é a razão entre a densidade (massa de uma unidade de volume) de uma substância e a densidade de um dado material de referência. A expressão "gravidade específica" geralmente significa uma densidade relativa com respeito à água. O termo densidade relativa é muitas vezes preferido no uso científico moderno.
Se a densidade relativa de uma substância é menor do que 1 então ela é menos densa do que a referência e se for superior a 1 então ela é mais densa do que a referência. Se a densidade relativa é exatamente igual a 1 então as densidades são iguais, isto é, volumes iguais das duas substâncias têm a mesma massa. Se o material de referência for a água, uma substância com uma densidade (ou gravidade específica) inferior a 1 vai flutuar. Por exemplo, um cubo de gelo, com uma densidade de cerca de 0,91, irá flutuar. Por sua vez, uma substância com uma densidade relativa maior que 1 afundará.
A temperatura e a pressão devem ser especificadas, tanto para a amostra, quanto para a referência. A pressão é quase sempre 1  atm igual a 101,325 kPa. Quando não for, é mais usual especificar a densidade diretamente. Temperaturas, tanto para amostra e referência, variam de setor para setor. Nas cervejarias britânicas a gravidade específica, tal como especificado acima, é multiplicada por 1000. A gravidade específica é comumente usada na indústria como um meio simples de obtenção de informações sobre a concentração de soluções de diversos materiais, como salmouras, soluções de açúcar (xaropes, sucos, méis, etc) e de ácidos.

## Equações básicas
A densidade relativa (DR) ou a gravidade específica (GE) é uma quantidade adimensional, pois é a razão de densidades ou de pesos
{\displaystyle {\mathit {DR}}={\frac {\rho _{\mathrm {substancia} }}{\rho _{\mathrm {referencia} }}}\,}
Nessa expressão, DR é a densidade relativa, ρsubstância é a densidade da substância sendo medida e ρ  referência é a densidade de referência. Nessa expressão a letra grega  rho. denota a densidade.
O material de referência pode ser indicado utilizando os índices: DRsubstância/referência, que significa a densidade relativa da substância em relação à referência. Se a referência não for explicitamente indicada em seguida é normalmente assumido como sendo a água a 4 °C (ou, mais precisamente, 3,98 °C, que é a temperatura na qual a água atinge a sua densidade máxima). Em unidades no  SI, a densidade da água é (aproximadamente) 1000 kg/m3 or 1 g/cm3, o que torna os cálculos de densidade relativa particularmente convenientes: a densidade do objeto apenas precisa ser multiplicada por 1000 ou 1, dependendo das unidades.
A densidade relativa dos gases é geralmente medida em relação ao ar seco à uma temperatura de 20 °C e uma pressão de 101,325 kPa absolutos, que tem uma densidade de 1.205 kg/m3. A densidade relativa em relação ao ar pode ser obtida por
{\displaystyle {\mathit {DR}}={\frac {\rho _{\mathrm {gas} }}{\rho _{\mathrm {ar} }}}\approx {\frac {M_{\mathrm {gas} }}{M_{\mathrm {ar} }}}}
Nessa expressão M é a massa molar e o sinal de aproximadamente igual é usado porque a igualdade apenas é valida se 1 mol do gás e 1 mol de ar ocuparem o mesmo volume a uma dada temperatura e pressão ou seja, se ambos forem gases ideais. O comportamento ideal normalmente só é visto a uma pressão muito baixa. Por exemplo, um mol de um gás ideal ocupa 22,414 L a 0°C e 1 atmosfera, enquanto o dióxido de carbono tem um volume molar de 22,259 L nas mesmas condições.

## Dependência da temperatura
A densidade das substâncias varia com a temperatura e a pressão de modo que é necessário especificar as temperaturas e pressões à que as densidades ou pesos foram determinados. É quase sempre o caso em que as medições são feitas nominalmente em 1 atmosfera (101.325 kPa), mas como a gravidade específica geralmente refere-se a soluções aquosas altamente incompressíveis ou outras substâncias incompressíveis (tais como produtos do petróleo) variações na densidade causadas pela pressão são normalmente negligenciados, pelo menos, quando a gravidade específica aparente está sendo medida. Para uma verdadeira gravidade específica (no vácuo) cálculos de pressão do ar devem ser considerados (ver abaixo). As temperaturas são especificadas pela Ts/Tr) com Ts representando a temperatura na qual a densidade da amostra foi determinada e Tr a temperatura à qual é especificada a referência de densidade (água). Por exemplo GE (20°C/4°C) seria entendida com o significado de que a densidade da amostra foi determinada a 20 °C e de a água a 4 °C. Levando-se em conta diferentes amostras e temperaturas de referência, notamos que, enquanto GEH2O = 1.000000 (20°C/20°C) também é o caso de GEH2O = 0.998203/0.998840 = 0.998363 (20°C/4°C). Aqui a temperatura está sendo especificada usando a atual escala e as densidades ITS-90   usada aqui e no resto deste artigo. Na escala anterior IPTS-68 a densidade a 20 °C e 4 °C, são, respectivamente, 0,9982071 e 0,9999720 resultando num valor para a GE (20°C/4°C) da água de 0,9982343.
As temperaturas dos dois materiais podem ser explicitamente declaradas nos símbolos de densidade, por exemplo:
densidade relativa: {\displaystyle 8.15_{4^{\circ }\mathrm {C} }^{20^{\circ }\mathrm {C} }\,} ou gravidade específica: {\displaystyle 2.432_{0}^{15}}
Nessa notação o índice superior indica a temperatura à qual a densidade do material é medida, enquanto que o índice inferior indica a temperatura da substância de referência com a qual é comparada.

## Usos

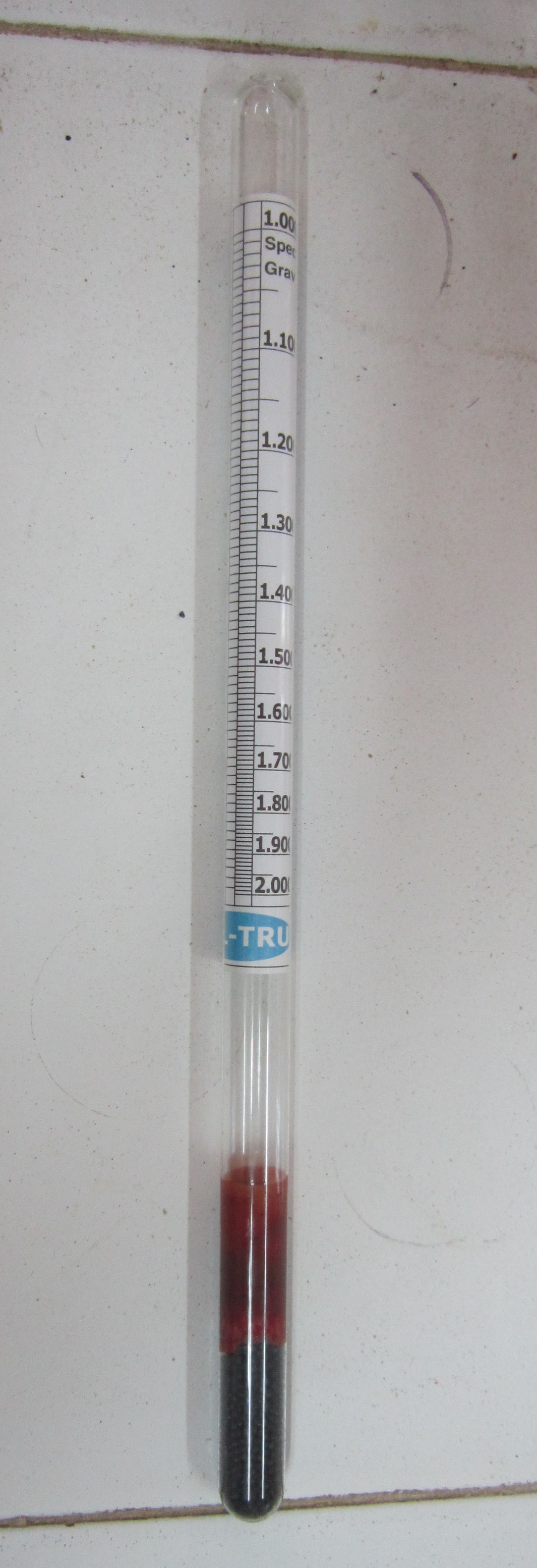
Densímetro

A densidade relativa também pode ajudar a quantificar a flutuabilidade de uma substância num fluido, ou determinar a densidade de uma substância desconhecida a partir da densidade conhecida de outra. Densidade relativa é frequentemente utilizado por  geólogos e  mineralogistas para ajudar a determinar o mineral conteúdo de uma rocha ou outra amostra.  Gemologistas usam-na como uma ajuda na identificação de pedras. Água é preferida como referência porque as medidas são, então, fáceis de realizar no campo (veja abaixo exemplos de métodos de medição).
Como a principal utilização de medições de gravidade específica na indústria é a determinação das concentrações de substâncias em soluções aquosas e estas encontram-se em tabelas de concentração versus GE, é extremamente importante que o analista insira a tabela com a forma correta de gravidade específica. Por exemplo, na indústria cervejeira, a escala Plato, que relaciona a concentração de sacarose em peso contra a verdadeira GE, foram originalmente (20 °C/4 °C) que é baseado nas medições da densidade da solução de sacarose feitas à temperatura de laboratório (20 °C) ,mas referem-se a densidade de água a 4 °C, o que é muito próximo da temperatura em que a água tem a sua densidade máxima de ρ(
H2O) igual à 0.999972 g/cm3 (ou 62.43 lbm•ft−3). A tabela ASBC em uso hoje na América do Norte, enquanto que ele é derivado a partir da tabela de Platão original para medições aparentes de gravidade específica em (20 °C/20 °C)  na escala IPTS-68, onde a densidade da água é 0.9982071 g/cm3. Em açúcar, refrigerantes, mel, sucos de frutas e indústrias relacionadas a concentração de sacarose em peso é feita a partir deste trabalho  que utiliza SG (17.5 °C/17.5 °C). Como um exemplo final, as unidades de GE britânicas são baseados em temperaturas de referência e de amostra de 60°F e são, portanto, (15.56°C/15.56°C).

## Medição
A densidade relativa pode ser calculada diretamente, medindo a densidade de uma amostra e dividindo-o pela densidade (conhecida) da substância de referência. A densidade da amostra é simplesmente sua massa dividida pelo seu volume. Embora a massa seja fácil de medir, o volume de uma amostra de forma irregular pode ser mais difícil de determinar. Um método consiste em colocar a amostra em um cilindro graduado cheio de água e ler a quantidade de água que ele desloca. Alternativamente, o recipiente pode ser cheio até a borda, a amostra imersa e o volume transbordado medido. A tensão superficial da água pode impedir uma quantidade significativa de água de transbordar, o que é particularmente problemático para amostras pequenas. Por esta razão, é desejável a utilização de um reservatório de água com uma boca tão pequena quanto possível.
Para cada substância, a densidade, ρ, é dada por
{\displaystyle \rho ={\frac {\text{Massa}}{\text{Volume}}}={\frac {{\text{Deformação}}\times {\frac {\text{Constante Elástica}}{\text{Gravidade}}}}{{\text{Deslocamento}}_{\mathrm {LinhadaAgua} }\times {\text{Área}}_{\mathrm {Cilindro} }}}\,}
Quando estas densidades são divididas, as referências à constante elástica, à gravidade e à área da secção transversal simplesmente se cancelam, deixando, por exemplo
{\displaystyle DR={\frac {\rho _{\mathrm {objeto} }}{\rho _{\mathrm {ref} }}}={\frac {\frac {{\text{Deformação}}_{\mathrm {Obj.} }}{{\text{Deslocamento}}_{\mathrm {Obj.} }}}{\frac {{\text{Deformação}}_{\mathrm {Ref.} }}{{\text{Deslocamento}}_{\mathrm {Ref.} }}}}={\frac {\frac {3\ \mathrm {in} }{20\ \mathrm {mm} }}{\frac {5\ \mathrm {in} }{34\ \mathrm {mm} }}}={\frac {3\ \mathrm {in} \times 34\ \mathrm {mm} }{5\ \mathrm {in} \times 20\ \mathrm {mm} }}=1.02\,}